# Кукушкино
Куку́шкино (рос. Кукушкино) — присілок у складі Леб'яжівського округу Курганської області, Росія.
Населення — 125 осіб (2010, 174 у 2002).